# Yat nim mou ming
Yat nim mou ming (cantonès: 一念無明, comercialitzada en anglès com a Mad World) és una pel·lícula dramàtica de Hong Kong de 2016 dirigida per Wong Chun i protagonitzada per Shawn Yue, Eric Tsang, Elaine Jin i Charmaine Fong. És el debut com a director de Wong després de guanyar la First Feature Film Initiative. Va ser seleccionat com a entrada de Hong Kong per a l'Oscar a la millor pel·lícula de parla no anglesa als Premis Oscar de 2017, però no va ser nominada.

## Argument
Tung, un antic analista financer que lluita amb el trastorn bipolar, és posat sota la custòdia del seu pare conductor de camions després de ser acomiadat d'una institució de salut mental.

## Repartiment
- Shawn Yue com a Tung, un corredor de borsa malalt mental
- Eric Tsang com el pare de Tung, un camioner que acull el seu fill
- Elaine Jin com la mare de Tung, una dona amb malaltia mental que va ser assassinada pel seu fill
- Charmaine Fong com a Jenny, l'antiga núvia de Tung
- Wong Chun com el germà petit de Tung (veu)[1]

## Desenvolupament
Wong i Chan citaren Long min (1992), sobre una comunitat empobrida que viu a cases gàbia, com una influència important.

## Producció
La pel·lícula es va rodar en 16 dies, majoritàriament a pisos subdividits, i amb un pressupost d'uns 257.000 dòlars dels Estats Units. Com que la pel·lícula va ser seleccionada per la First Feature Films (juntament amb Dian wu bu i Opus 1), no van poder comprar fora. inversions. Els actors Eric Tsang i Shawn Yue van renunciar als seus sous quan es van unir al repartiment.

## Estrena
La pel·lícula es va estrenar al Festival Internacional de Cinema de Toronto de 2016. Es va estrenar als cinemes de Hong Kong el 30 de març de 2017. La pel·lícula va recaptar gairebé 10 vegades el seu pressupost als cinemes. Una part dels beneficis es van utilitzar per compensar els actors Eric Tsang i Shawn Yue, que van renunciar als seus sous, i els pocs membres de la tripulació que treballaven gratuïtament.

## Recepció
Clarence Tsui per a The Hollywood Reporter va escriure: "Tot i que no és exactament un èxit total, Mad World ofereix una mostra íntima d'un director prometedor, un actor que pot fer molt més del que se li sol demanar, i una mena de narració no maníaca que paga els que tenen prou paciència com per prestar atenció." Edmund Lee del South China Morning Post va donar a la pel·lícula 3,5/5 estrelles. Va escriure: "Mad World no és el reflex profund de la realitat que els seus creadors pretenien que fos, però malgrat els seus defectes, aquesta és una pel·lícula valenta."
La pel·lícula va ser seleccionada com a entrada de Hong Kong a la Millor pel·lícula en llengua estrangera als Premis Oscar del 2017, però no va ser nominada.

## Premis i nominacions
| Premi                                     | Categoria                    | Receptors      | Resultat  | Notes |
| ----------------------------------------- | ---------------------------- | -------------- | --------- | ----- |
| 53ns Premis Golden Horse                  | Millor actriu secundària     | Elaine Jin     | Guanyador | [ 6 ] |
| 53ns Premis Golden Horse                  | Millor actor secundari       | Eric Tsang     | Nominat   |       |
| 53ns Premis Golden Horse                  | Millor director novell       | Wong Chun      | Guanyador | [ 6 ] |
| Hong Kong Film Directors Guild Awards     | Millor director novell       | Wong Chun      | Guanyador |       |
| 1st Malaysia Golden Global Awards         | Millor pel·lícula            | Mad World      | Nominat   |       |
| 1st Malaysia Golden Global Awards         | Millor actor                 | Eric Tsang     | Guanyador |       |
| 1st Malaysia Golden Global Awards         | Millor guió                  | Florence Chan  | Nominat   |       |
| 1st Malaysia Golden Global Awards         | Millor fotografia            | Zhang Ying     | Nominat   |       |
| 23ns Hong Kong Film Critics Society Award | Millor pel·lícula            | Mad World      | Nominat   |       |
| 23ns Hong Kong Film Critics Society Award | Millor director              | Wong Chun      | Guanyador |       |
| 23ns Hong Kong Film Critics Society Award | Millor guió                  | Florence Chan  | Guanyador |       |
| 23ns Hong Kong Film Critics Society Award | Millor actor                 | Shawn Yue      | Nominat   |       |
| 23ns Hong Kong Film Critics Society Award | Millor actor                 | Eric Tsang     | Nominat   |       |
| 23ns Hong Kong Film Critics Society Award | Millor actress               | Elaine Jin     | Nominat   |       |
| 23ns Hong Kong Film Critics Society Award | Millor actress               | Charmaine Fong | Nominat   |       |
| 23ns Hong Kong Film Critics Society Award | Film of Merit                | Mad World      | Guanyador |       |
| 12è Osaka Asian Film Festival             | Gran Premi                   | Mad World      | Guanyador |       |
| 11ns Asian Film Awards                    | Millor actriu secundària     | Elaine Jin     | Nominat   |       |
| Youth Film Handbook Awards                | Premi a l’Excel·lència       | Mad World      | Guanyador |       |
| Youth Film Handbook Awards                | Millor actriu secundària     | Elaine Jin     | Guanyador |       |
| 36ns Hong Kong Film Awards                | Millor director              | Wong Chun      | Nominat   |       |
| 36ns Hong Kong Film Awards                | Millor guió                  | Florence Chan  | Nominat   |       |
| 36ns Hong Kong Film Awards                | Millor actor                 | Shawn Yue      | Nominat   |       |
| 36ns Hong Kong Film Awards                | Millor actor secundari       | Eric Tsang     | Guanyador |       |
| 36ns Hong Kong Film Awards                | Millor actriu secundària     | Charmaine Fong | Nominat   |       |
| 36ns Hong Kong Film Awards                | Millor actriu secundària     | Elaine Jin     | Guanyador |       |
| 36ns Hong Kong Film Awards                | Millor banda sonora original | Yusuke Hatano  | Nominat   |       |
| 36ns Hong Kong Film Awards                | Millor director novell       | Wong Chun      | Guanyador |       |
| 17ns Chinese Film Media Awards            | Millor actor                 | Shawn Yue      | Nominat   |       |
| 17ns Chinese Film Media Awards            | Millor guionista             | Florence Chan  | Nominat   |       |
| 17ns Chinese Film Media Awards            | Millor director novell       | Wong Chun      | Nominat   |       |
| 17ns Chinese Film Media Awards            | Millor actor secundari       | Eric Tsang     | Nominat   |       |
| 17ns Chinese Film Media Awards            | Millor actriu secundària     | Elaine Jin     | Nominat   |       |
| 17ns Chinese Film Media Awards            | Millor actriu secundària     | Charmaine Fong | Nominat   |       |